# 小行星9986
小行星9986（英語：9986 Hirokun）是一颗围绕太阳公转的小行星。1996年7月12日，H. Shiozawa、浦田武在那智胜浦町发现了此天体。
这颗小行星的绝对星等为316.5009574833447等。